# Le Croisic
Le Croisic är en kommun i departementet Loire-Atlantique i regionen Pays de la Loire i nordvästra Frankrike. Kommunen ligger i kantonen Le Croisic som tillhör arrondissementet Saint-Nazaire. År 2022 hade Le Croisic 4 081 invånare.

## Befolkningsutveckling
Antalet invånare i kommunen Le Croisic
| Referens: INSEE |